# Пузырниковые
Пузырниковые (лат. Cystopteridaceae) — семейство папоротников порядка Многоножковые (Polypodiales).

## Роды
Семейство включает в себя 4 рода:
- Acystopteris Nakai  1933
- Cystoathyrium Ching 1966
- Cystopteris Bernh. 1805 — Пузырник
- Gymnocarpium Newman  1851 — Голокучник